# EuroCup
Der EuroCup (2002 bis 2008 ULEB Cup) ist ein unter dem Dach der ULEB ausgetragener Wettbewerb für europäische Basketball-Vereinsmannschaften der Männer.
Er bildet im Rahmen des jährlich ausgetragenen Basketball-Europapokals nach der EuroLeague den zweitbedeutendsten der ULEB-Wettbewerbe. Von der Leistungsdichte konkurriert der EuroCup direkt mit der von der FIBA organisierten Basketball Champions League, während er deutlich vor dem FIBA Europe Cup angesiedelt ist.
Der Rekordsieger des Wettbewerbs ist mit vier Titelgewinnen der Valencia Basket Club, gefolgt vom BC Lietuvos rytas und dem BK Chimki mit jeweils zwei Titeln. Der größte Erfolg einer deutschen Mannschaft war das zweimalige Erreichen des Finals von Alba Berlin.
Die Liga heißt aus Sponsoringgründen offiziell BKT EuroCup.

## Geschichte

### 2000–2005: Anfänge als „ULEB Cup“

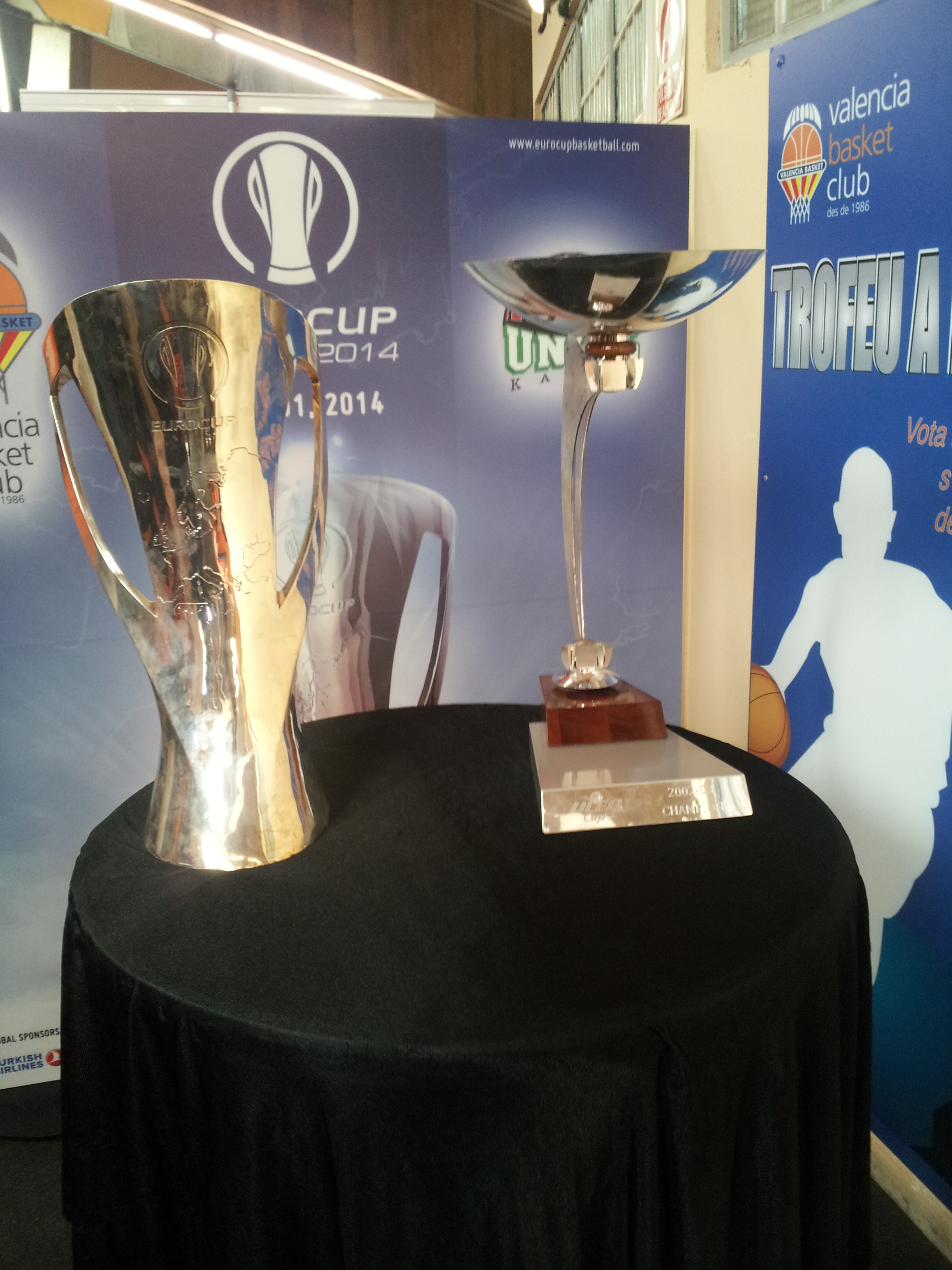
Trophäe des EuroCup (links) und des ULEB Cup bis 2008 (rechts)

Nachdem im Jahr 2002 die von der FIBA ausgetragenen Europapokal-Wettbewerbe, der Korać-Cup und der Saporta Cup, eingestellt wurden, gründete die ULEB, die ihrerseits 2000/01 die EuroLeague startete, zur Saison 2002/03 den ULEB Cup, der fortan der zweitbedeutendste Europapokal im Basketball war. An der Erstausgabe des Wettbewerbs nahmen 24 Mannschaften teil. Der erste Verein, der sich die Trophäe sicherte, war der spanische Vertreter Valencia Basket Club, der damals als Pamesa Valencia antrat. Das Endspiel fand mit Hin- und Rückspiel statt.
Fortan wurde das Finale nur noch in einem Spiel an einem neutralen Ort ausgetragen, gleich fünfmal war dies der Spiroudome im belgischen Charleroi. In der Saison 2003/04 gewann Hapoel Jerusalem durch einen Finalsieg gegen Real Madrid den Titel, gefolgt vom Titelgewinn von BC Lietuvos rytas in der Spielzeit 2004/05, die im Finale Makedonikos bezwangen.

### 2005–2010: Spanische Dominanz
2005/06 konnte der MBK Dynamo Moskau durch einen Endspielsieg gegen Aris Thessaloniki den Titel erringen. Im Jahr darauf gewann Real Madrid den EuroCup. Der Rekord-Europapokalsieger bezwang im Finale den Titelträger von 2005 BC Lietuvos rytas.
In der Saison 2007/08 erhöhte die ULEB die Anzahl teilnehmender Klubs von 24 auf 54, was zu großen Unstimmigkeiten mit der FIBA führte, die ihre EuroCup Challenge daraufhin einstellte. Die Siegerermittlung fand in dieser Saison über ein „Final Eight“-Turnier statt, in welchem sich der DKK Joventut am Ende durchsetzen konnte. Aus dem Final Eight der Saison 2008/09, der ersten Spielzeit, in dem der Wettbewerb als EuroCup firmierte, gingen die Litauer von BC Lietuvos rytas als Sieger hervor, die damit ihren zweiten Titel gewinnen konnten.
Zur Saison 2009/10 wurde die Teilnehmerzahl des Wettbewerbs wieder verringert und zwar auf 32 teilnehmenden Klubs. Mit Alba Berlin erreichte in dieser Spielzeit erstmals eine deutsche Mannschaft das Finale, in welchem die Berliner jedoch gegen den Valencia BC chancenlos waren und mit 23 Punkten Unterschied unterlagen.

### 2010–2015: Russisch-spanische Duelle
In den Jahren 2010 bis 2015 duellierten sich im Finale immer russische mit spanischen Klubs. In der Saison 2010/11 gewann UNICS Kasan den Titel durch den Sieg im Endspiel gegen Cajasol Sevilla. Im Jahr darauf war BK Chimki gegen den Valencia BC erfolgreich. Auch 2012/13 konnte sich der russische Vertreter durchsetzen, nämlich Lokomotive Kuban gegen Bilbao Basket.
2013/14 konnte der Valencia Basket Club seinen dritten Titelgewinn im EuroCup erringen. Im Finale bezwangen die Spanier den Sieger von 2011 UNICS Kasan. Im Jahr darauf war wieder der russische Vertreter siegreich, nämlich der nun zweifache Titelträger BK Chimki gegen Herbalife Gran Canaria.

### Seit 2015: Titelgewinne türkischer Klubs

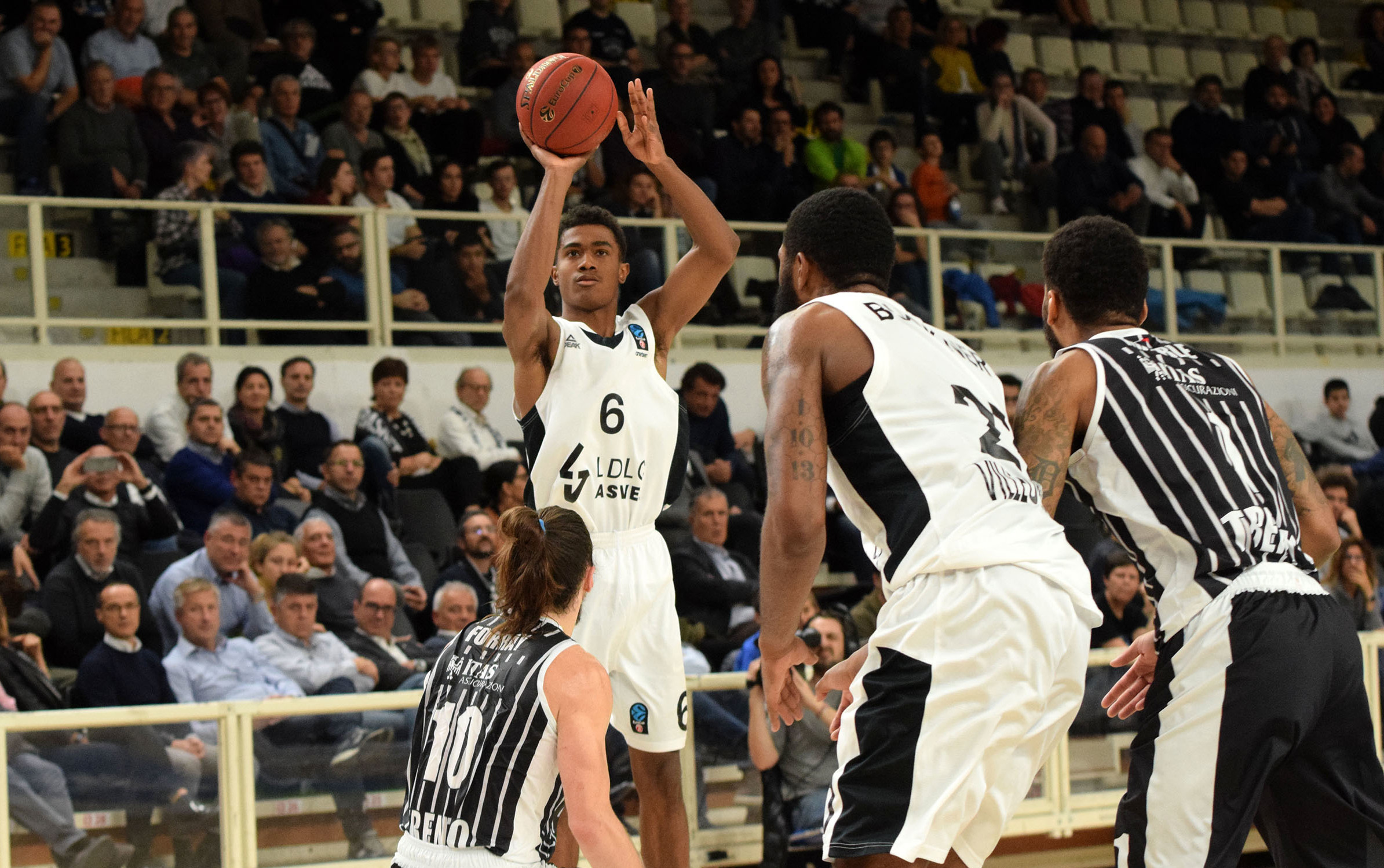
Szene aus der Partie Dolomiti Energia Trento gegen ASVEL Lyon (Saison 2018/19)

Die russisch-spanische Dominanz im EuroCup wurde kurzzeitig in der Saison 2015/16 unterbrochen und es stand erstmals seit elf Jahren weder ein spanisches noch ein russisches Team im Finale. Den Titel gewannen die Türken von Galatasaray Istanbul im Finale, welches inzwischen wieder im Modus Hin- und Rückspiel ausgetragen wurde, gegen Strasbourg IG.
In der Saison 2016/17 kam es zum rein spanischen Finale zwischen Unicaja Málaga und Valencia BC. Das von nun an im Modus „Best of three“ ausgetragene Endspiel entschied Málaga für sich. 2017/18 konnte erneut eine türkische Mannschaft den EuroCup gewinnen, diesmal Darüşşafaka SK Istanbul, die sich im Finale gegen Lokomotive Kuban durchsetzten. Die Anzahl der Teilnehmer am Wettbewerb wurde derweil weiter gesenkt, auf 24 Mannschaften.
2018/19 konnte Alba Berlin erneut das Finale erreichen und wieder traf man dort auf den Valencia Basket Club. Nachdem beide Mannschaften ihre Heimspiele gewinnen konnten, kam es zum dritten und entscheidenden Spiel in Valencia, was die Gastgeber deutlich mit 26 Punkten Unterschied für sich entschieden. Der Valencia Basket Club ist mit seinen vier Titeln der Rekordsieger des Wettbewerbs. Alba Berlin hingegen ist die einzige Mannschaft, die zweimal das Finale des EuroCup erreichte und beide verlor.
Mitte Mai 2020 wurde die im März des Jahres wegen der COVID-19-Pandemie unterbrochene Spielzeit 2019/20 endgültig abgebrochen. In der folgenden Saison 2020/21, welche hauptsächlich mit Geisterspielen absolviert wurde, gewann AS Monaco dann durch einen Finalsieg gegen UNICS Kasan zum ersten Mal den EuroCup.
2021/22 ging der EuroCup in seine 20. Saison. Es gab einige gravierende Änderungen am Spielmodus. Die nur noch teilnehmenden Vereine wurden auf zwei Gruppen mit je zehn Mannschaften aufgeteilt. Die bislang übliche zweite Gruppenphase wurde abgeschafft. In der Finalrunde entscheidet beginnend vom Achtelfinale bis zum Finale nur noch ein Spiel über Weiterkommen oder Ausscheiden.

## Bedeutung
Der Eurocup ist seit seinem Bestehen hinter der EuroLeague, aber vor der Basketball Champions League und der EuroChallenge, bzw. seit 2015 des FIBA Europe Cup der zweitbedeutendste Europapokal im Basketball. Seit der Saison 2016/17 streiten sich der Eurocup und die Basketball Champions League darum, welcher der wichtigere Wettbewerb hinter der EuroLeague ist.
Zwar sind im EuroCup viele renommierte Mannschaften aus den wichtigsten europäischen Ligen sowie ehemalige langjährige EuroLeague-Teilnehmer vertreten, jedoch nehmen nur selten nationale Meister teil, hingegen sind in der Champions League zahlreiche Meister dabei. Ein Faktor, der für die Basketball Champions League und gegen den EuroCup spricht ist die Vielfalt an Ländern, aus denen die teilnehmenden Vereine stammen. Während im EuroCup Vereine aus nur zwölf Nationen teilnehmen, sind es in der Champions League 30 Nationen. Dies bedeutet wiederum eine höhere Leistungsdichte im EuroCup.

## Spielmodi

### Aktueller Spielmodus
Der Eurocup wird in der Saison 2021/22 wie folgt ausgespielt:
Gruppenphase:

Am EuroCup nehmen in der Gruppenphase 20 Mannschaften teil. Die Vorrunde wird im Rundenturnier-Modus (englisch round robin) mit Hin- und Rückspiel in zwei Gruppen mit je zehn Mannschaften gespielt. Die besten acht Mannschaften jeder Gruppe qualifizieren sich für die Finalrunde. Nur die beiden Letztplatzierten jeder Vorrundengruppe scheiden aus.
Finalrunde:

Alle Spiele in der Finalrunde, beginnend mit dem Achtelfinale und endend mit dem Finale, werden in einem Spiel ausgetragen. Der Mannschaft mit der besseren Bilanz aus der Gruppenphase wird dabei das Heimrecht zugestanden.

### Historische Spielmodi
Wie die Anzahl und die Zusammensetzung der Teilnehmer hat sich auch der Spielmodus in der Geschichte des Wettbewerbs kontinuierlich verändert.
In der ersten Saison wurde die Gruppenphase in vier Gruppen à sechs Teams gespielt, wovon sich je vier für die nächste Runde qualifizierten, die in Achtel-, Viertel- und Halbfinals sowie dem Finale im K.-o.-System in Hin- und Rückspiel (Heim-/Auswärtsspiel) ausgespielt wurden. In der Saison 2003/04 darauf wurde der Modus weitestgehend beibehalten. Einzig das Finale wurde zentral in Charleroi ausgetragen, wo es auch in den folgenden drei Jahren stattfand.
In der Eurocup-Saison 2007/08 wurden größere Änderungen an der Gruppenphase vorgenommen. Diese wurde in neun Gruppen zu je sechs Mannschaften ausgetragen, wobei sich die besten Drei jeder Gruppe sowie die fünf besten Gruppenvierten für das neu eingeführte Sechzehntel-Finale qualifizierten, gefolgt vom Achtelfinale. Die acht Sieger des Achtelfinales qualifizierten sich für ein Final Eight Turnier in Turin, in dem innerhalb von vier Tagen Viertel- und Halbfinale sowie das Finale in einfachen K.-o.-Spielen ausgetragen wurde. Im Jahr darauf wurde die Teilnehmerzahl wieder verringert. Es spielten acht Gruppen à vier Teams, dessen zwei besten Mannschaften sich für das Achtelfinale qualifizierten. Die Sieger hieraus spielten wiederum im Final Eight in Turin den Sieger aus.
Zwischen der Saison 2009/10 und der Saison 2012/13 spielten konstant 32 Teams im EuroCup, der außer 2012/13 (ein Finalspiel) mit einem Final Four abgeschlossen wurde. Während in der Spielzeit 2013/14 der Wettbewerb auf 48 Teams aufgestockt wurde, minderte sich die Anzahl 2014/15 wieder auf 36.

## Alle Endspiele
| Saison  | Austragungsort                                 | Sieger                                         | Gegner                                         | Ergebnis                                       | Final-MVP                                      |
| ------- | ---------------------------------------------- | ---------------------------------------------- | ---------------------------------------------- | ---------------------------------------------- | ---------------------------------------------- |
| 2002/03 | Novo mesto Valencia                            | Pamesa Valencia BC                             | Krka Novo mesto                                | 90:78 78:76                                    | Dejan Tomašević                                |
| 2003/04 | Charleroi                                      | Hapoel Jerusalem                               | Real Madrid                                    | 83:72                                          | Kelly McCarty                                  |
| 2004/05 | Charleroi                                      | BK Lietuvos rytas                              | Makedonikos                                    | 78:74                                          | Robertas Javtokas                              |
| 2005/06 | Charleroi                                      | MBK Dynamo Moskau                              | Aris Thessaloniki                              | 73:60                                          | Ruben Douglas                                  |
| 2006/07 | Charleroi                                      | Real Madrid                                    | BK Lietuvos rytas                              | 87:75                                          | Charles Smith                                  |
| 2007/08 | Turin                                          | DKV Joventut                                   | Akasvayu Girona                                | 79:54                                          | Rudy Fernández                                 |
| 2008/09 | Turin                                          | BK Lietuvos rytas                              | BK Chimki                                      | 80:74                                          | Marijonas Petravičius                          |
| 2009/10 | Vitoria-Gasteiz                                | Power Electronics Valencia BC                  | Alba Berlin                                    | 67:44                                          | Matthew Nielsen                                |
| 2010/11 | Treviso                                        | UNICS Kasan                                    | Cajasol Sevilla                                | 92:77                                          | Marko Popović                                  |
| 2011/12 | Chimki                                         | BK Chimki                                      | Valencia Basket Club                           | 77:68                                          | Zoran Planinić                                 |
| 2012/13 | Charleroi                                      | Lokomotive Kuban                               | Bilbao Basket                                  | 75:64                                          | Richard Hendrix                                |
| 2013/14 | Valencia Kasan                                 | Valencia BC                                    | UNICS Kasan                                    | 80:67 85:73                                    | Justin Doellman                                |
| 2014/15 | Las Palmas Chimki                              | BK Chimki                                      | Herbalife Gran Canaria                         | 91:66 83:64                                    | Tyrese Rice                                    |
| 2015/16 | Straßburg Istanbul                             | Galatasaray SK                                 | Strasbourg IG                                  | 62:66 78:67                                    | Stephane Lasme                                 |
| 2016/17 | Valencia Málaga                                | Unicaja Málaga                                 | Valencia BC                                    | 62:68 79:71 63:58                              | Alberto Díaz                                   |
| 2017/18 | Krasnodar Istanbul                             | Darüşşafaka SK Istanbul                        | Lokomotive Kuban                               | 81:78 n. V. 67:59                              | Scottie Wilbekin                               |
| 2018/19 | Valencia Berlin                                | Valencia BC                                    | Alba Berlin                                    | 89:75 92:95 n. V. 89:63                        | Will Thomas                                    |
| 2019/20 | Abbruch der Saison wegen der COVID-19-Pandemie | Abbruch der Saison wegen der COVID-19-Pandemie | Abbruch der Saison wegen der COVID-19-Pandemie | Abbruch der Saison wegen der COVID-19-Pandemie | Abbruch der Saison wegen der COVID-19-Pandemie |
| 2020/21 | Monaco Kasan                                   | AS Monaco                                      | UNICS                                          | 89:87 86:83                                    | Rob Gray                                       |
| 2021/22 | Bologna                                        | Virtus Segafredo Bologna                       | Frutti Extra Bursaspor                         | 80:67                                          | Miloš Teodosić                                 |
| 2022/23 | Las Palmas                                     | Gran Canaria                                   | Türk Telekom                                   | 71:67                                          | John Shurna                                    |
| 2023/24 | Paris                                          | Paris Basketball                               | Mincidelice JL Bourg                           | 77:64 89:81                                    | TJ Shorts                                      |

## Statistiken und Auszeichnungen

### Titelgewinner und Finalisten

#### Vereine
| Rang | Klub                    | Siege | Zweiter |
| ---- | ----------------------- | ----- | ------- |
| 1.   | Valencia Basket Club    | 4     | 2       |
| 2.   | Lietuvos rytas Vilnius  | 2     | 1       |
| 2.   | BK Chimki               | 2     | 1       |
| 4.   | UNICS Kasan             | 1     | 2       |
| 5.   | Lokomotive Kuban        | 1     | 1       |
| 5.   | Real Madrid             | 1     | 1       |
| 5.   | Herbalife Gran Canaria  | 1     | 1       |
| 8.   | Hapoel Jerusalem        | 1     | —       |
| 8.   | Joventut de Badalona    | 1     | —       |
| 8.   | Galatasaray Istanbul    | 1     | —       |
| 8.   | MBK Dynamo Moskau       | 1     | —       |
| 8.   | CB Málaga               | 1     | —       |
| 8.   | Darüşşafaka SK Istanbul | 1     | —       |
| 8.   | AS Monaco               | 1     | —       |
| 8.   | Virtus Bologna          | 1     | —       |
| 8.   | Paris Basketball        | 1     | —       |
| 17.  | Alba Berlin             | —     | 2       |
| 18.  | Bilbao Basket           | —     | 1       |
| 18.  | CB Girona               | —     | 1       |
| 18.  | Makedonikos             | —     | 1       |
| 18.  | KK Krka                 | —     | 1       |
| 18.  | Cajasol Sevilla         | —     | 1       |
| 18.  | Strasbourg IG           | —     | 1       |
| 18.  | Aris Thessaloniki       | —     | 1       |
| 18.  | Bursaspor Basketbol     | —     | 1       |
| 18.  | Türk Telekom            | —     | 1       |
| 18.  | Mincidelice JL Bourg    | —     | 1       |

#### Nationen
| Rang | Nation       | Sieger | Zweiter |
| ---- | ------------ | ------ | ------- |
| 1.   | Spanien      | 8      | 7       |
| 2.   | Russland     | 5      | 4       |
| 3.   | Türkei       | 2      | 2       |
| 3.   | Frankreich   | 2      | 2       |
| 5.   | Litauen      | 2      | 1       |
| 6.   | Israel       | 1      | —       |
| 6.   | Italien      | 1      | —       |
| 8.   | Deutschland  | —      | 2       |
| 8.   | Griechenland | —      | 2       |
| 10.  | Slowenien    | —      | 1       |

### Trainer

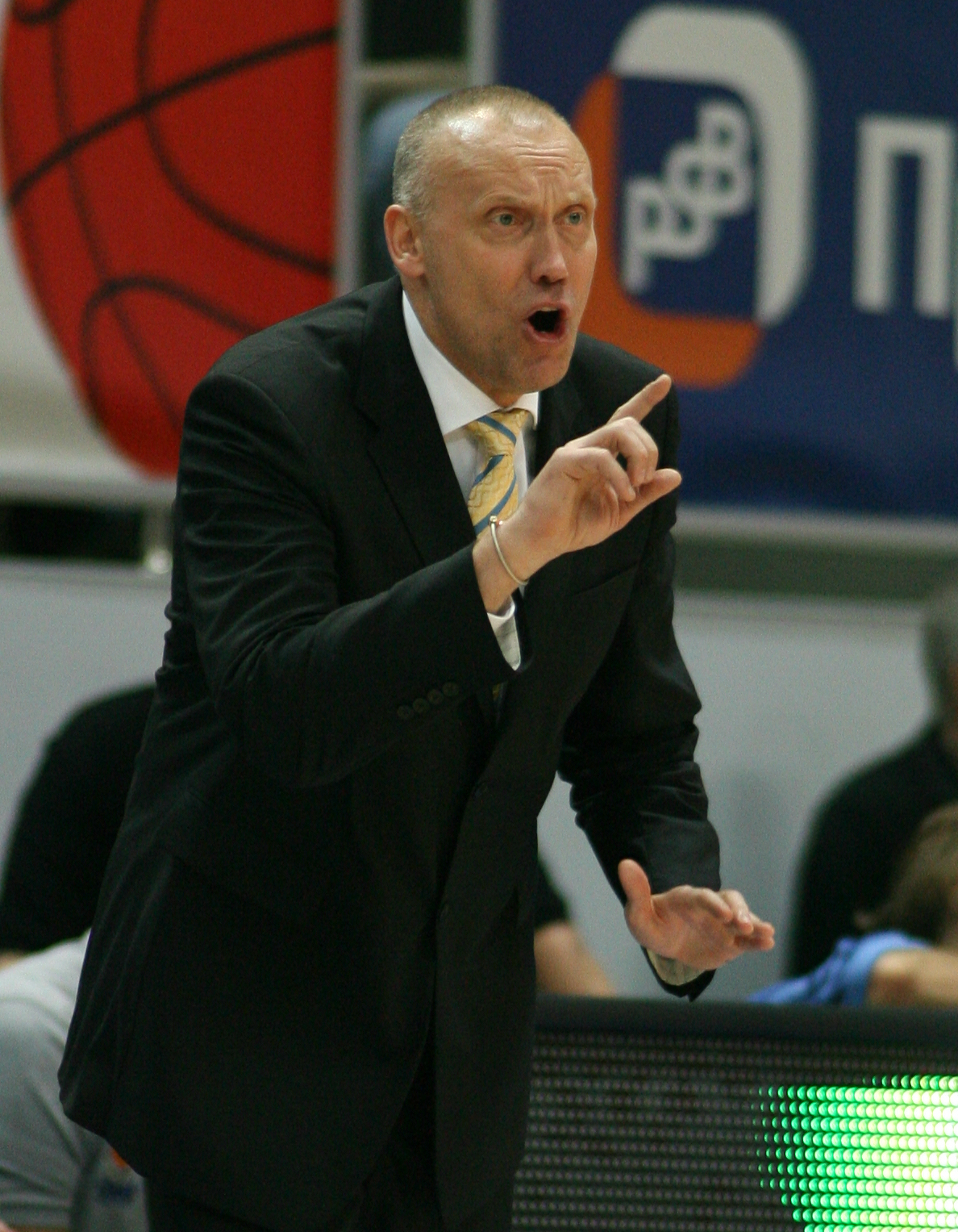
Rimas Kurtinaitis (2011)

| Rang | Trainer             | Verein(e)                                               | Siege | Zweiter |
| ---- | ------------------- | ------------------------------------------------------- | ----- | ------- |
| 1.   | Rimas Kurtinaitis   | Lietuvos rytas Vilnius BK Chimki                        | 3     | 1       |
| 2.   | Joan Plaza          | Real Madrid Cajasol Sevilla CB Málaga                   | 2     | 1       |
| 2.   | Jewgeni Paschutin   | UNICS Kasan Lokomotive Kuban                            | 2     | 1       |
| 4.   | Aíto García Reneses | Joventut de Badalona Herbalife Gran Canaria Alba Berlin | 1     | 2       |
| 5.   | Velimir Perasović   | Valencia Basket Club                                    | 1     | 1       |
| 5.   | Sergio Scariolo     | BK Chimki Virtus Bologna                                | 1     | 1       |
| 5.   | Neven Spahija       | KK Krka Valencia Basket Club                            | 1     | 1       |
| 8.   | „Paco“ Olmos        | Valencia Basket Club                                    | 1     | —       |
| 8.   | Sharon Drucker      | Hapoel Jerusalem                                        | 1     | —       |
| 8.   | Tomo Mahorič        | Lietuvos rytas Vilnius                                  | 1     | —       |
| 8.   | Dušan Ivković       | MBK Dynamo Moskau                                       | 1     | —       |
| 8.   | Ergin Ataman        | Galatasaray Istanbul                                    | 1     | —       |
| 8.   | David Blatt         | Darüşşafaka SK Istanbul                                 | 1     | —       |
| 8.   | Jaume Ponsarnau     | Valencia Basket Club                                    | 1     | —       |
| 8.   | Zvezdan Mitrović    | AS Monaco                                               | 1     | —       |
| 8.   | Jaka Lakovič        | Herbalife Gran Canaria                                  | 1     | —       |
| 8.   | Tuomas Iisalo       | Paris Basketball                                        | 1     | —       |
| 18.  | Frederic Fauthoux   | Mincidelice JL Bourg                                    | —     | 1       |

### Most Valuable Player
Der EuroCup Most Valuable Player (MVP) wird seit der Saison 2008/09 ausgezeichnet.

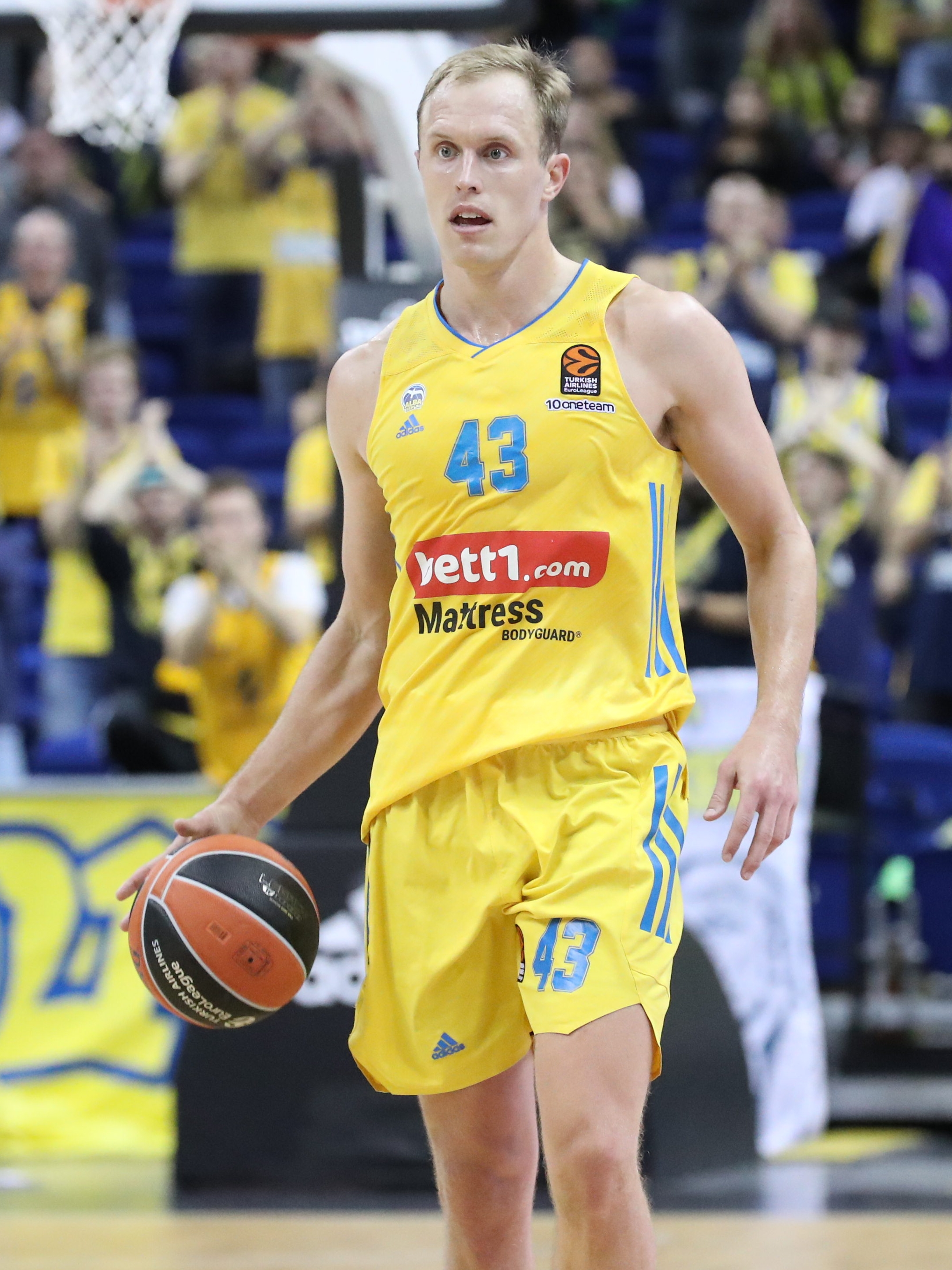
Luke Sikma (2021)

| Saison  | Nationalität       | Spieler            | Verein                      |
| ------- | ------------------ | ------------------ | --------------------------- |
| 2008/09 | Vereinigte Staaten | Chuck Eidson       | Lietuvos rytas Vilnius      |
| 2009/10 | Kroatien           | Marko Banić        | Bilbao Basket               |
| 2010/11 | /                  | Dontaye Draper     | KK Cedevita                 |
| 2011/12 | Vereinigte Staaten | Patrick Beverley   | BK Spartak Sankt Petersburg |
| 2012/13 | Griechenland       | Nick Calathes      | Lokomotive Kuban            |
| 2013/14 | Vereinigte Staaten | Andrew Goudelock   | UNICS Kasan                 |
| 2014/15 | /                  | Tyrese Rice        | BK Chimki                   |
| 2015/16 | Vereinigte Staaten | Errick McCollum    | Galatasaray Istanbul        |
| 2016/17 | Russland           | Alexei Schwed      | BK Chimki                   |
| 2017/18 | /                  | Scottie Wilbekin   | Darüşşafaka SK Istanbul     |
| 2018/19 | Vereinigte Staaten | Luke Sikma         | Alba Berlin                 |
| 2020/21 | Vereinigte Staaten | Jamar Smith        | UNICS Kasan                 |
| 2021/22 | Frankreich         | Mouhammadou Jaiteh | Virtus Bologna              |
| 2022/23 | Vereinigte Staaten | Jerian Grant       | Türk Telekom                |
| 2023/24 | /                  | TJ Shorts          | Paris Basketball            |

## TV-Übertragung
Seit 2015 werden die Spiele mit deutscher Beteiligung sowie ausgewählte Topspiele auf dem Pay-TV-Sender Magenta Sport (ehemals Telekom Sport) ausgestrahlt.